# Mascaraàs-Haron
Mascaraàs-Haron è un comune francese di 126 abitanti situato nel dipartimento dei Pirenei Atlantici nella regione della Nuova Aquitania.

## Società

### Evoluzione demografica
Abitanti censiti